# Xã Cherry Ridge, Quận Wayne, Pennsylvania
Xã Cherry Ridge (tiếng Anh: Cherry Ridge Township) là một xã thuộc quận Wayne, tiểu bang Pennsylvania, Hoa Kỳ. Năm 2010, dân số của xã này là 1.895 người.